# Великобурлукское водохранилище
Великобурлу́кское либо Великобурлуцкое водохранилище (укр.  Великобурлу́цьке водосховище ) — небольшое русловое водохранилище, расположенное на реке Великий Бурлук в Великобурлукском районе Харьковской области. Площадь водосборного бассейна — 225 км². Высота над уровнем моря — 129 м.

## Описание
Водохранилище было сооружено в 1979 году.
Его объём 14,2 млн. м³, площадь 4,1 кв. километра.
Водохранилище, главным образом, служит для обеспечения оросительных систем Великобурлукского района.
Плотина водохранилища расположена у села Червоная Хвыля Великобурлукского района в 63 км от устья реки Великий Бурлук.